# Intelligent Pharma
Intelligent Pharma és una PIME biotecnològica fundada el maig del 2007 per Ignasi Belda. Es troba al Parc Científic de Barcelona i es dedica a la recerca, al desenvolupament i a la comercialització de noves eines computacionals per al disseny de fàrmacs. La idea de crear l'empresa va respondre a les necessitats de les companyies farmacèutiques i biotecnològiques d'externalitzar els seus serveis de química computacional, en lloc de desenvolupar-los internament.
El maig del 2016, l'empresa fou guardonada amb el Premi CaràcterEmpresa en la categoria d'Innovació. Poc després, David Bermúdez succeí a Ignasi Belda com a director general després que el fundador fos nomenat director adjunt del Parc Científic de Barcelona. Té quatre departaments: química computacional, informàtica i estadística, ventes i comunicació i gestió
Intelligent Pharma fou adquirida per Mind the Byte el gener del 2018, operació que convertí aquesta empresa en líder del sector bioinformàtic a Espanya.